# Phycodurus eques
El dragón de mar foliado o foliáceo (Phycodurus eques) es un pez marino perteneciente a la familia Syngnathidae, la que incluye al caballito de mar. Es el único miembro del género Phycodurus.
Es originario de las costas sur y oeste de Australia. Recibe su nombre debido a su aspecto foliáceo, pues posee largas prolongaciones en forma de hoja distribuidas a lo largo de su cuerpo. Estas prolongaciones no son utilizadas para la propulsión; su función es la del camuflaje. El dragón de mar foliáceo se propulsa mediante una aleta pectoral ubicada en el filo del cuello y una aleta dorsal cercana al extremo de la cola. Estas pequeñas aletas son prácticamente transparentes y difíciles de ver puesto que ondulan lo justo como para mover al animal suavemente, completando de este modo la impresión del animal como un alga flotante.
Popularmente conocidos como «leafies» son el emblema marino de Australia Meridional y representan un ícono de la conservación marina.

## Descripción

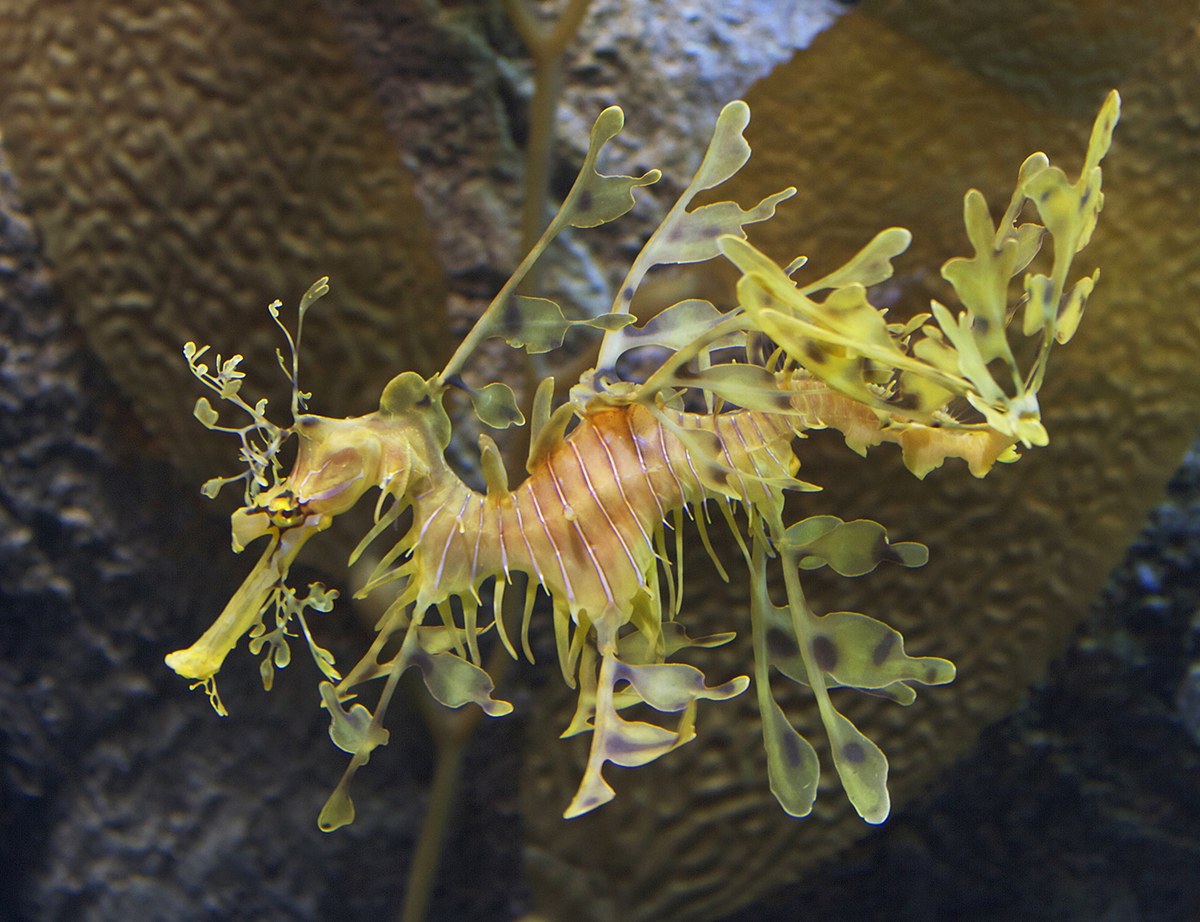
Phycodurus eques

Al igual que el caballito de mar, el dragón de mar foliáceo debe su nombre al parecido con otro animal (mítico en este caso). Aunque no grande, Phycodurus eques es bastante más grande que el hipocampo, llegando a medir, según algunas fuentes, alrededor de 50 cm de longitud, aunque la media del tamaño adulto es de 30 cm, y otras fuentes indican que el tamaño máximo es de 35 cm.
El dragón de mar foliáceo presenta prolongaciones en forma de hoja, que le otorgan su morfología característica semejante a un alga. Es capaz de mantener esta ilusión al nadar, al desplazarse a través del agua como un pedazo de alga flotante, también puede cambiar de color para confundirse, pero esta habilidad depende de dieta, edad, ubicación y nivel de estrés del animal.
La criatura se alimenta aspirando pequeños crustáceos, como anfípodos, misidáceos, plancton y peces en estado larval a través de su trompa.
El dragón de mar foliáceo está emparentado con el pez aguja y pertenece a la familia Syngnathidae, que incluye a los hipocampos. Difiere de este último en apariencia, forma de locomoción, y la incapacidad de sujetarse a estructuras con su cola. Una especie relacionada es el dragón de mar algáceo, el cual es de varios colores y desarrolla aletas en forma de alga y es mucho más pequeño que el Phycodurus eques. Otra característica única son pequeñas aberturas branquiales y circulares que cubren las agallas, a diferencia de las aberturas branquiales en forma de media luna y filamentosas de la mayoría de peces (Lourie 1999). La investigación actual en el Scripps Institution of Oceanography está investigando las relaciones evolutivas de los Syngnathidae y la variación en el ADN de las dos especies de dragones de mar en toda el área de su distribución.

### Reproducción
Al igual que los caballitos de mar, los machos de la especie se hacen cargo de los huevos. La hembra produce hasta 250 huevos de un color rosa brillante, luego los deposita en la cola del macho a través de un tubo largo. Los huevos luego se adhieren al parche de incubación, el cual les suple con oxígeno. Los huevos eclosionan al cabo de nueve semanas, esto depende de las condiciones del agua. Los huevos se tornan púrpura o anaranjado durante este periodo, después de esto el macho impulsa su cola hasta que los recién nacidos emergen, un proceso que dura entre 24-48 horas. El macho ayuda a eclosionar los huevos sacudiendo su cola, y frotándola contra algas y rocas. Una vez nacidos, los dragones de mar foliáceos son completamente independientes, comen zooplancton hasta que son lo suficientemente grandes para cazar crustáceos misidáceos. Cuando nacen miden unos 20 mm de largo, y alcanzan el tamaño adulto con dos años de edad. Solo cerca del 5 % de los huevos sobreviven. El dragón de mar foliáceo tarda 28 semanas en alcanzar la madurez sexual.

### Desplazamiento
El dragón de mar foliáceo usa las aletas a lo largo del lado de su cabeza para guiar su desplazamiento y girar. Sin embargo la piel exterior es bastante rígida, limitando la movilidad. Se han observado dragones de mar permanecer en la misma ubicación por largos periodos (hasta 68 horas) pero algunas veces se mueven durante mucho tiempo. El seguimiento de un individuo demostró que pueden alcanzar una velocidad de hasta 150 metros por hora.

### Amenazas
Esta especie es objeto de varias amenazas, debidas a causas naturales y por la intervención humana. Ellos son atrapados por coleccionistas, también usados en la medicina alternativa. Son vulnerables al momento del nacimiento, además de ser nadadores lentos, lo que reduce la posibilidad de escapar de los predadores. Los dragones de mar son a menudo arrojados a la costa después de alguna tormenta, ya que a diferencia de sus parientes los caballitos de mar, estos no pueden enroscar su cola para sujetarse al suelo marino con el fin de permanecer seguros.
Su estado es de casi amenazado, debido a factores humanos como la contaminación y la escorrentía industrial así como también su pesca por buzos fascinados por su apariencia exótica. En respuesta a estos daños, ellos han sido oficialmente protegidos por el Gobierno de Australia.

### Hábitat y distribución
El dragón de mar foliáceo es originario de las costas del sur de Australia, desde el Promontorio Wilsons en Victoria, en el extremo oriental de su área de distribución, hacia el oeste hasta Jurien Bay a 220 km al norte de Perth en Australia Occidental. Antiguamente se creía que las áreas de distribución de esta especie eran muy restringidas; sin embargo, investigación adicional ha descubierto que en realidad los dragones de mar viajan varios cientos de metros desde sus ubicaciones habituales, retornando al mismo punto usando un gran sentido de la orientación. 
Se encuentran sobre todo en parches de arena, alrededor de las rocas cubiertas de algas marinas y matas de pasto marino, en aguas de hasta 50 m de profundidad, según alguna fuente, aunque su rango de profundidad aceptado es entre 4 y 30 metros.
Son comúnmente avistados por buzos cerca de Adelaida en Australia Meridional, especialmente en Rapid Bay, Edithburgh y Victor Harbor. Su área de distribución geográfica se estima en 1400 km².

## En cautiverio

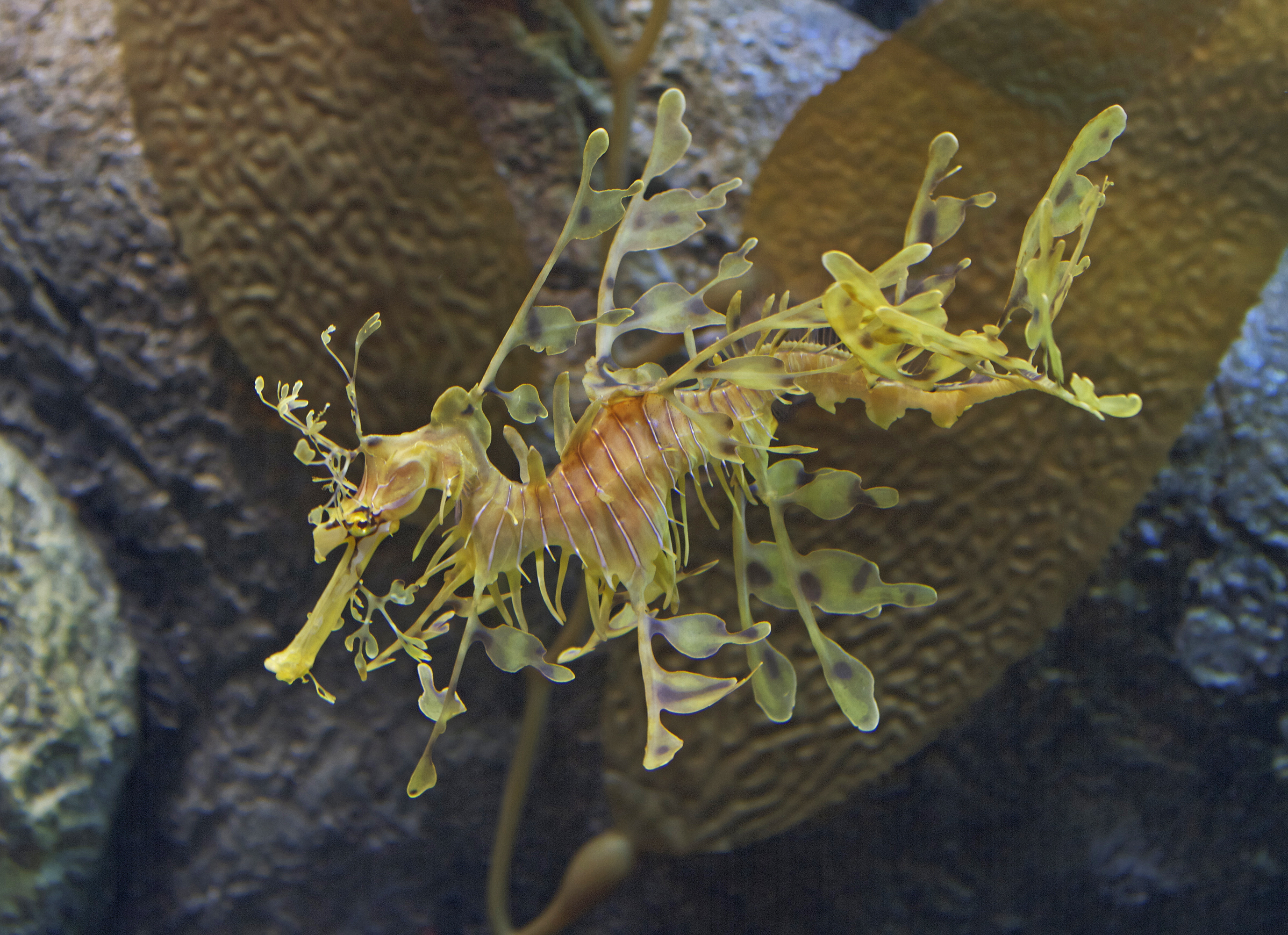
Dragón de mar foliado (Phycodurus eques)

Debido a estar protegido por la ley, obtener dragones marinos es usualmente un proceso difícil y caro, ya que deben proceder de la cría de un sujeto en cautiverio, y los exportadores deben demostrar que sus reproductores fueron atrapados antes de que las restricciones entraran en vigor, o que ellos tienen una licencia para recolectar dragones de mar. Esta especie tiene un nivel específico de protección en virtud de la legislación pesquera federal, así como en la mayoría de los estados australianos donde son endémicos. Su manutención en acuarios es muy difícil. El éxito está confinado a los acuarios públicos, debido a la financiación y el conocimiento que no están disponibles para la mayoría de entusiastas. Los intentos para reproducir al dragón de mar foliáceo en cautiverio han sido hasta ahora infructuosos.

## Hábitat
Es originario de las aguas que bañan las costas sur y oeste de Australia, en una franja de unos 14 000 km de longitud y menos de 1 km de anchura. Se encuentra en aguas templadas no más profundas de 20 metros aproximadamente

### Estados Unidos
Una serie de acuarios en los Estados Unidos tienen programas de investigación u ofrecen muestras del dragón de mar foliáceo. Entre estos están el Acuario del Pacífico en Long beach, el Birch Acuarium en Scripps, San Diego, el Acuario de la bahía de Monterey, la Academia de Ciencias de California; el Dallas World Aquarium en Texas; el New England Aquarium en Boston; el Point Defiance Zoo & Aquarium en Tacoma WA; el Shedd Aquarium en Chicago; y el Tennessee Aquarium.

## Galería

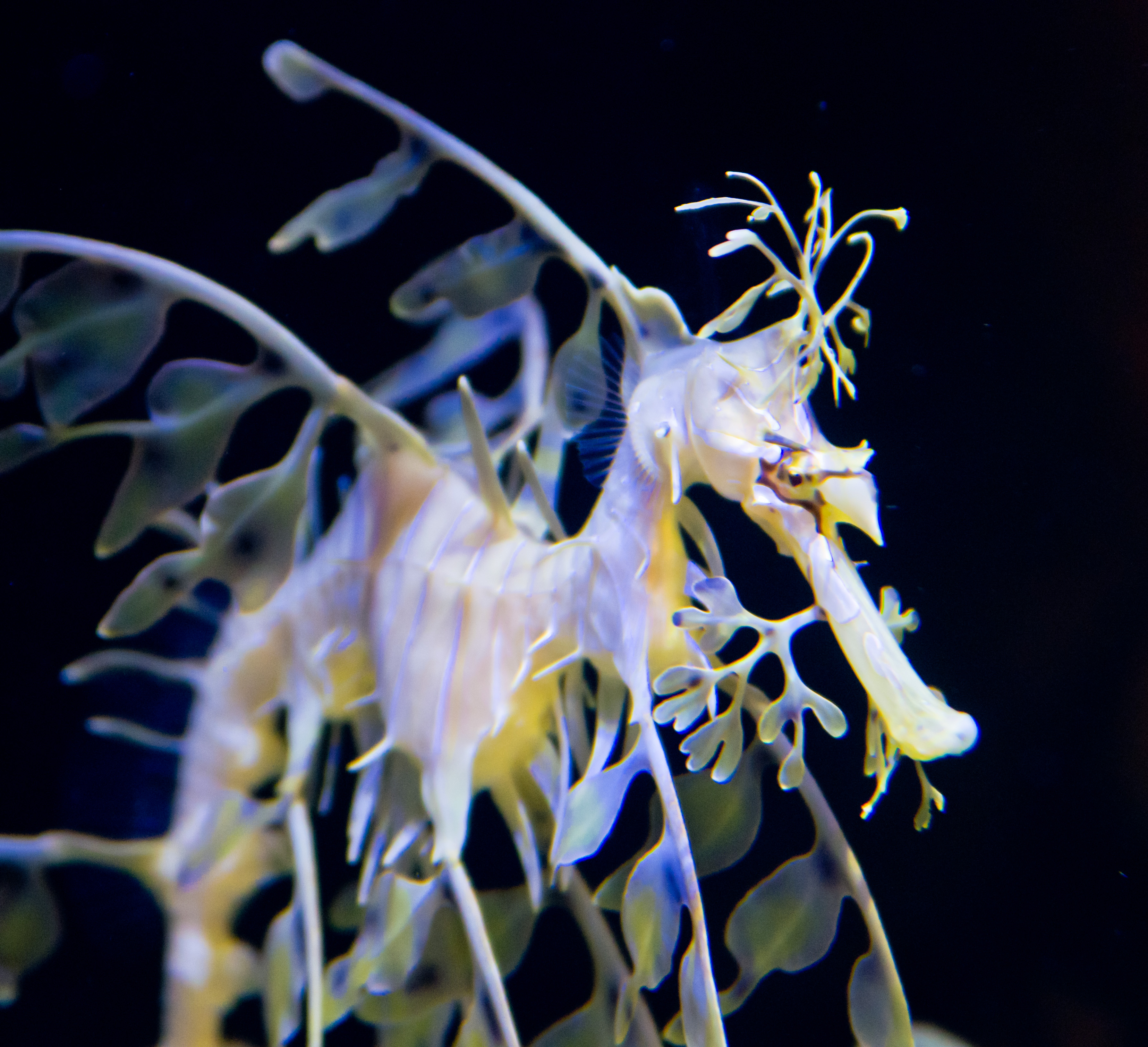
En el Birch Acuario, San Diego, EE.UU.
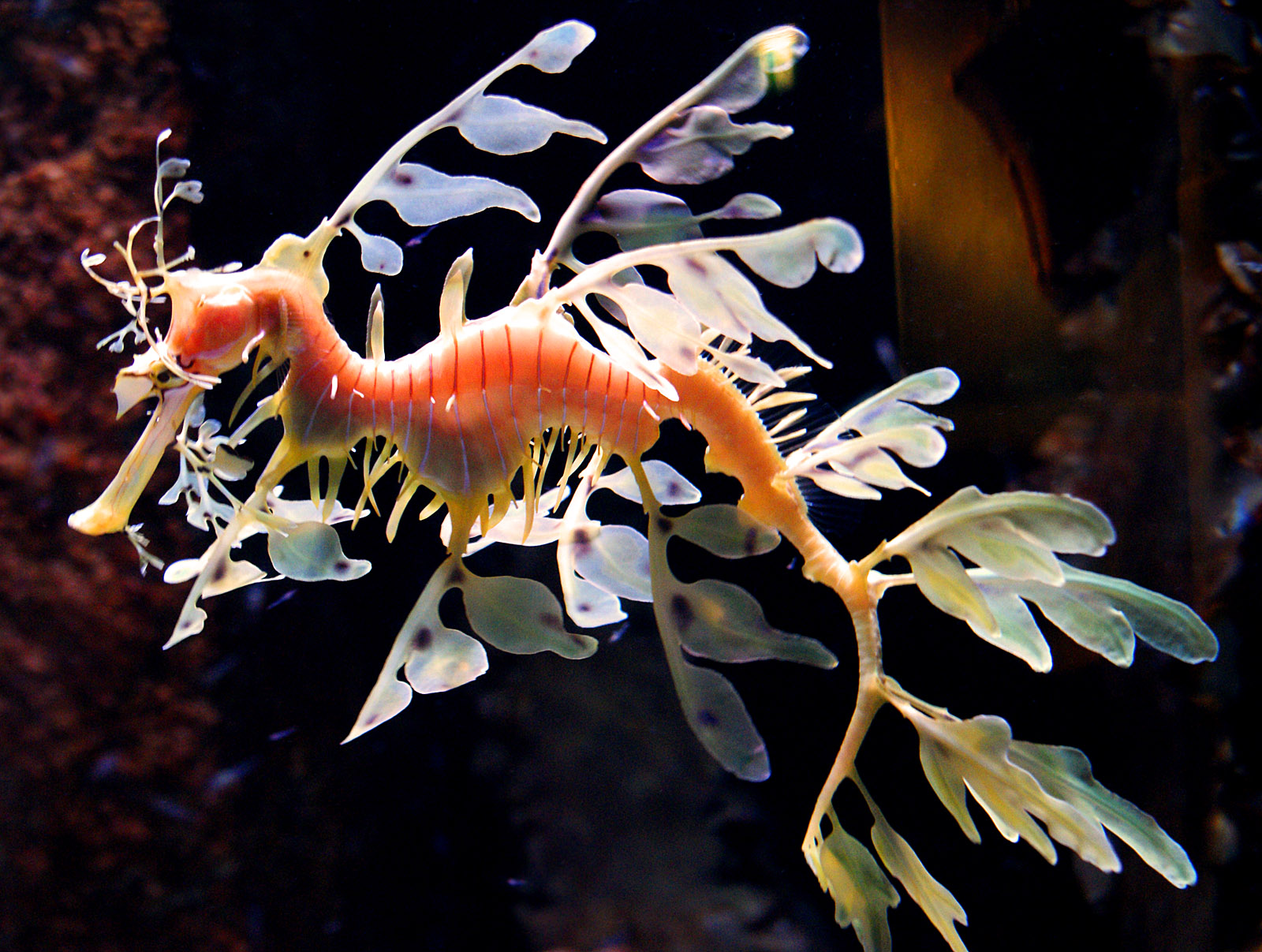
En el Sea Life, Munich
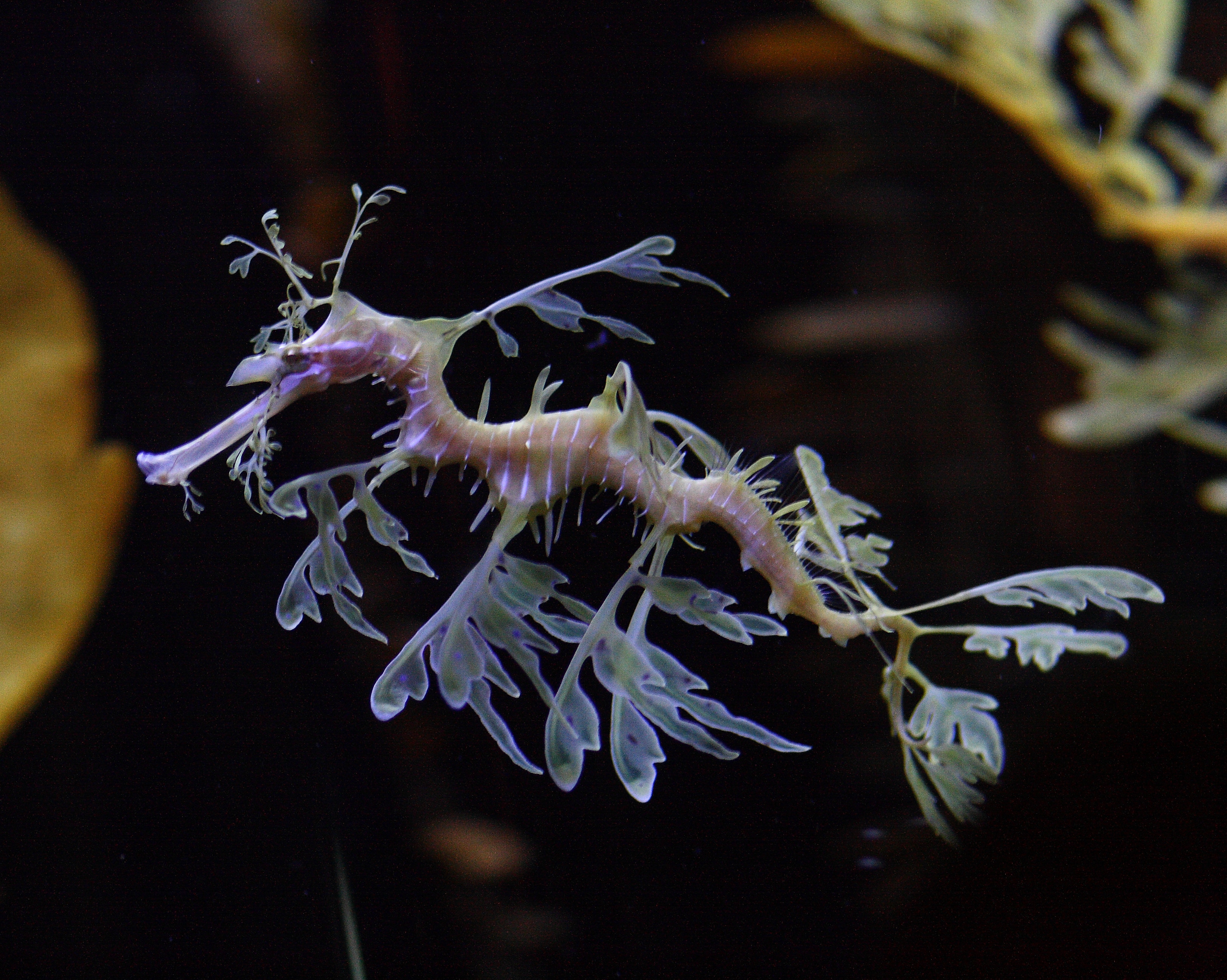
En el Shedd Acuario, Chicago, EE.UU.
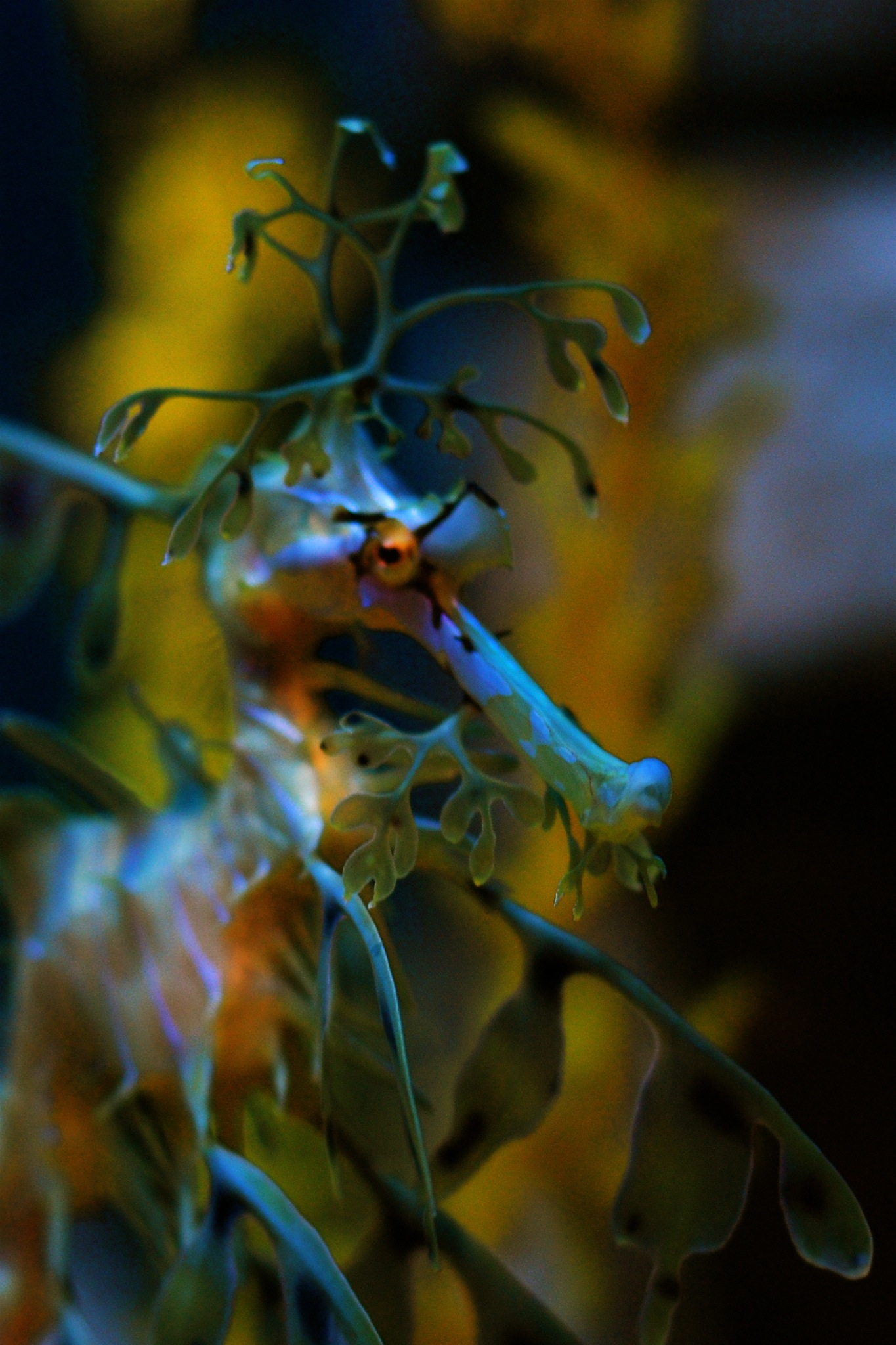
En el Georgia Acuario, EE.UU.
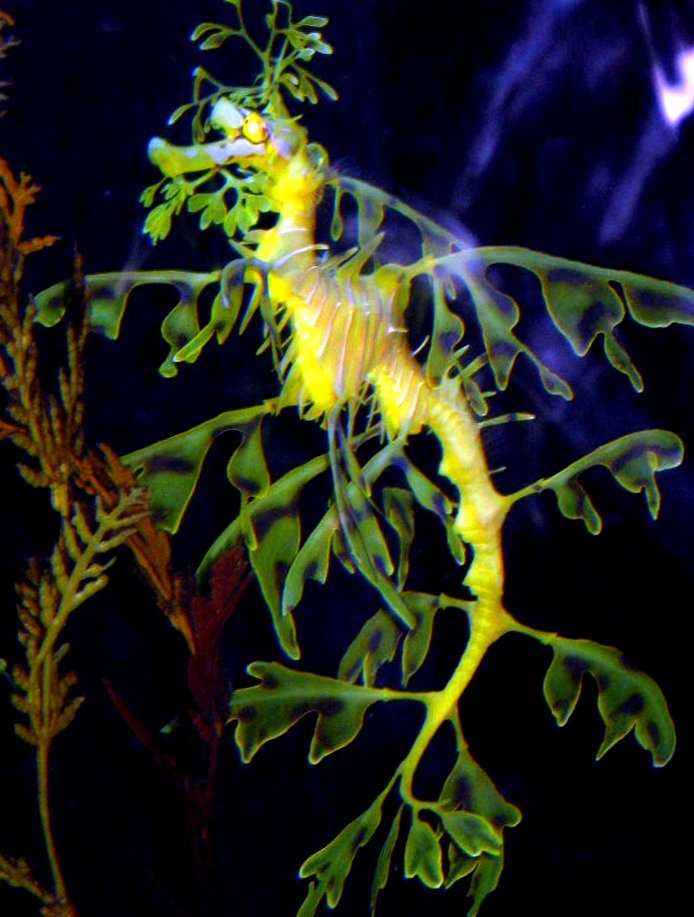
Phycodurus eques
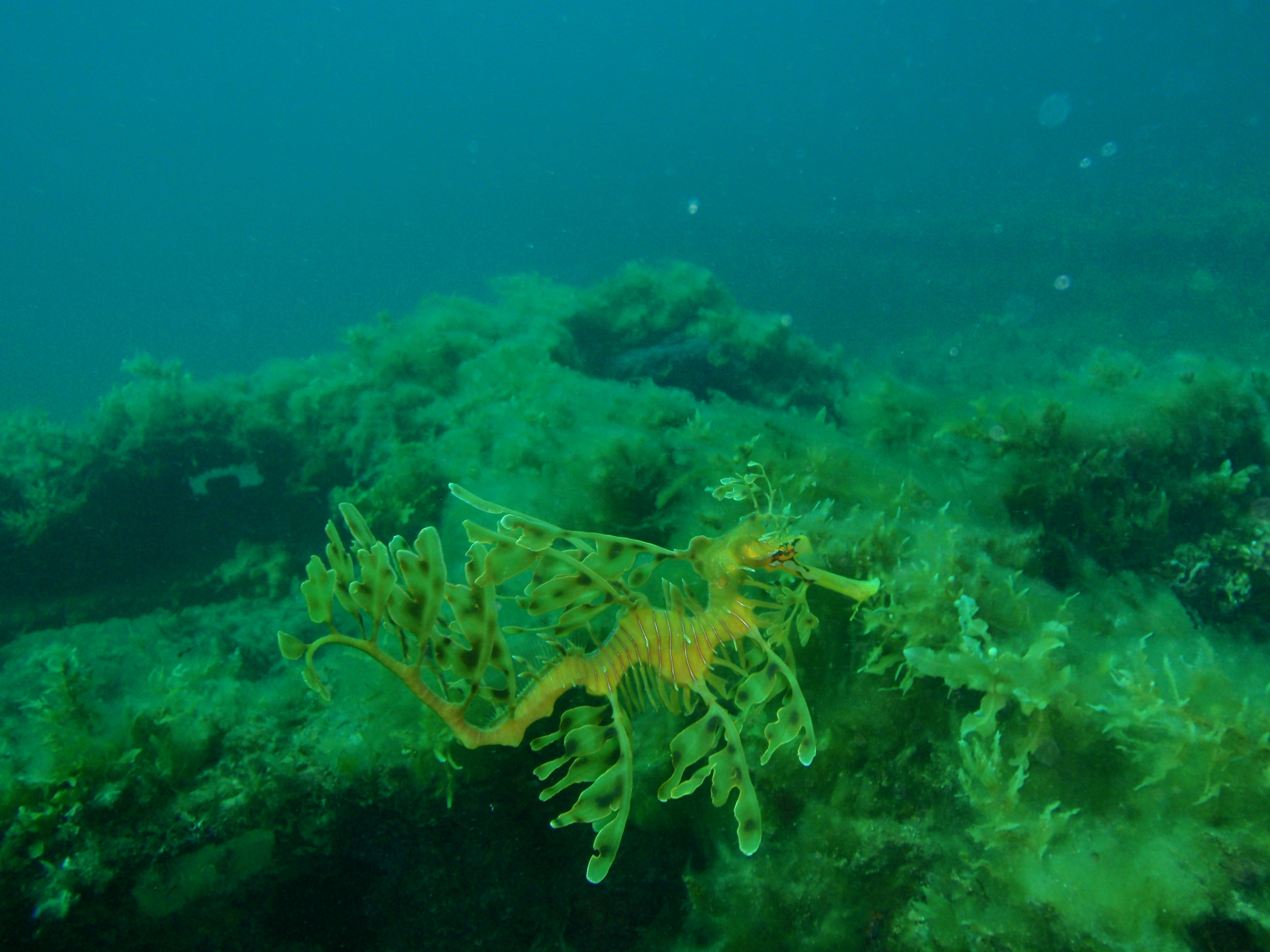
En su medio natural, Rapid Bay, sur de Australia
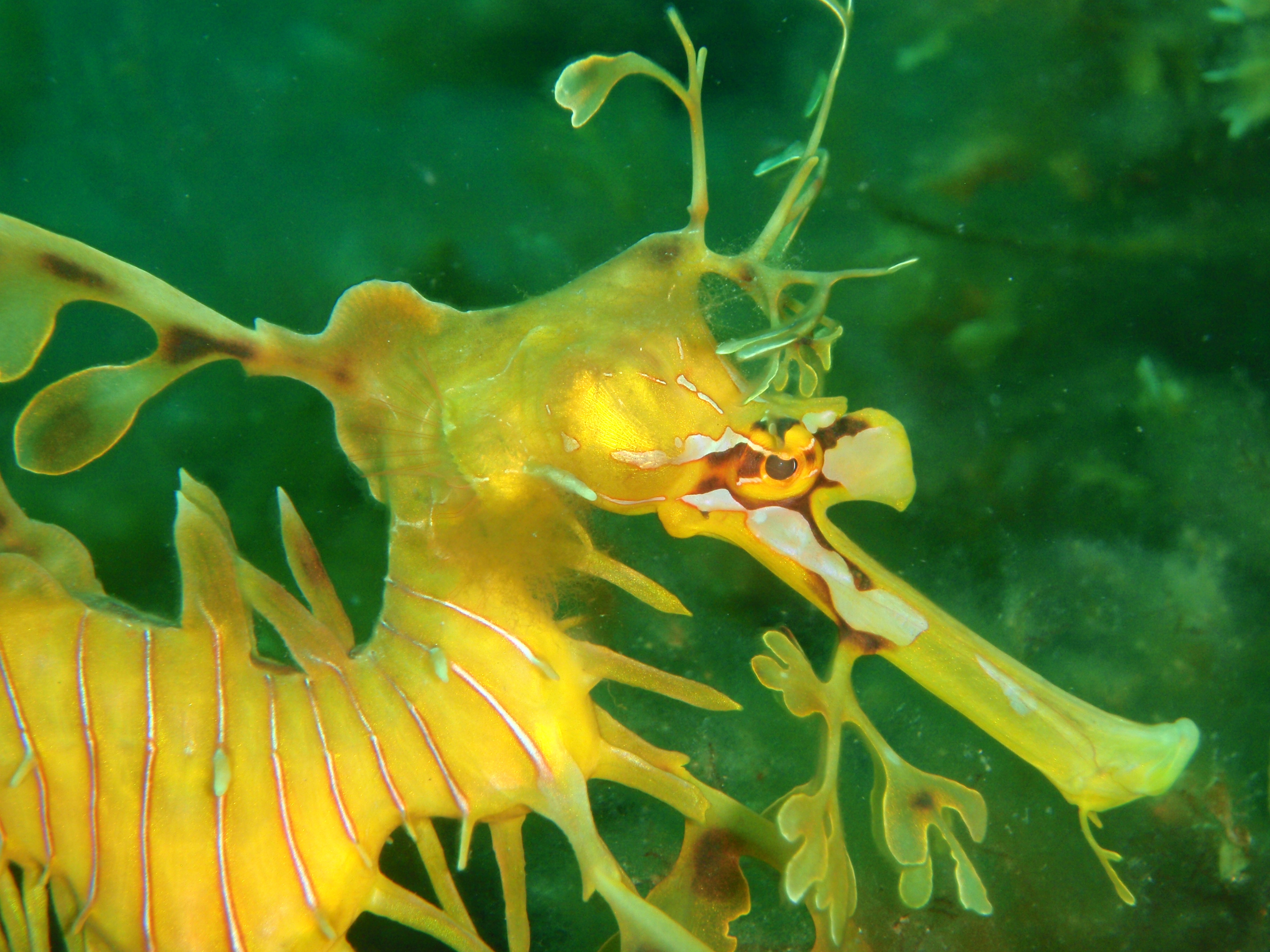
Detalle de la cabeza, Rapid Bay, sur de Australia
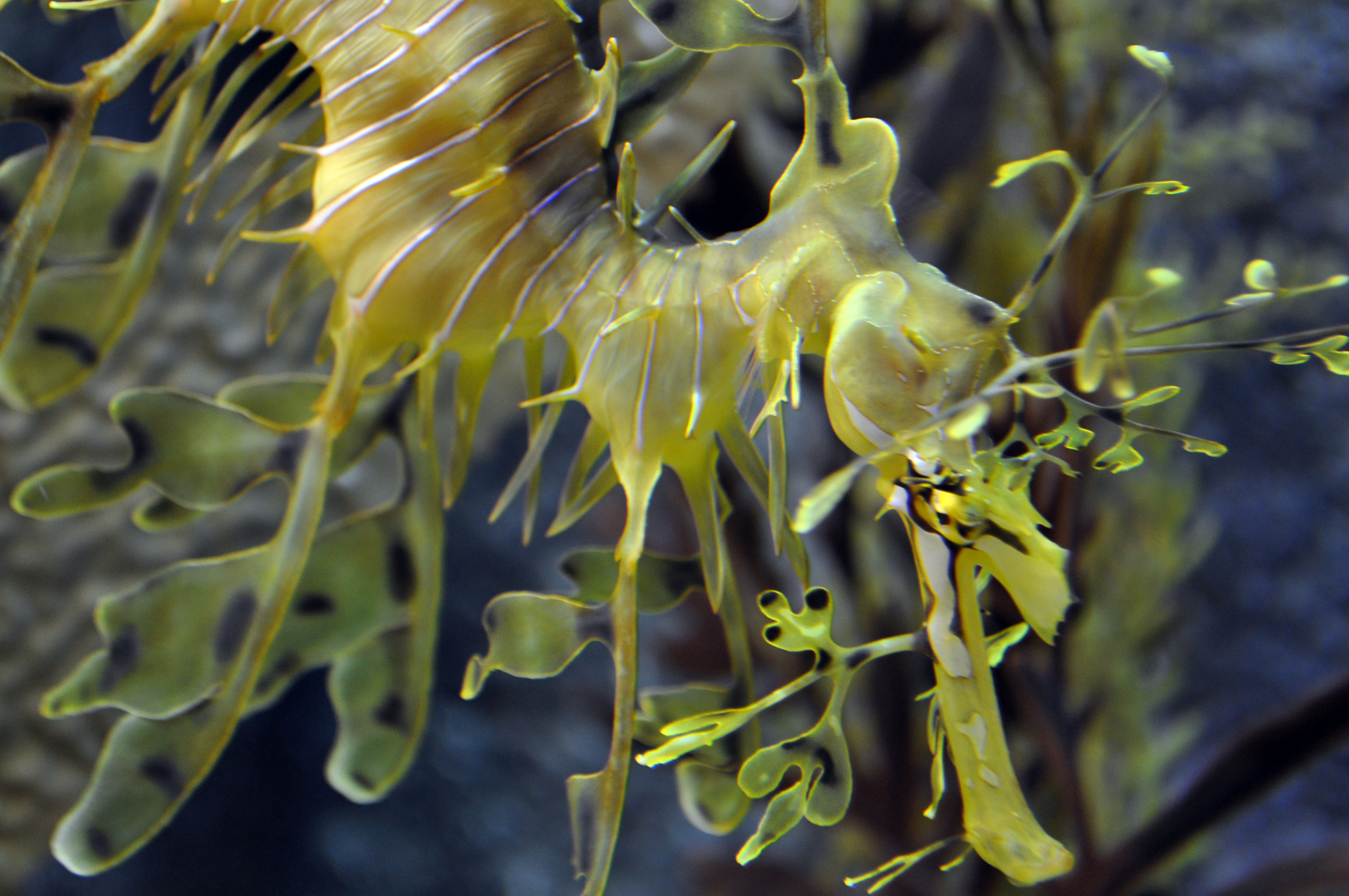
Phycodurus eques, detalle de cabeza